# Mesquita (Minas Gerais)
Mesquita is een gemeente in de Braziliaanse deelstaat Minas Gerais. De gemeente telt 6.641 inwoners (schatting 2009).

## Aangrenzende gemeenten
De gemeente grenst aan Açucena, Belo Oriente, Coronel Fabriciano, Ipatinga, Joanésia en Santana do Paraíso.